# Cabernet mitos
Le  cabernet mitos  est un cépage de cuve de raisins noirs.

## Origine et répartition géographique
Le cépage est une obtention de l'institut Staatliche Lehr- und Versuchsanstalt für Wein- und Obstbau Weinsberg à Weinsberg. L'origine génétique est vérifiée et c'est un croisement des cépages blaufränkisch x cabernet-sauvignon (le clone Levadoux) réalisé en 1970.

## Potentiel technologique
Les grappes sont moyennes et les baies sont de taille petite à moyenne. La grappe est moyennement compacte. Le cépage est assez résistant au mildiou et à l'oïdium et résistant à la pourriture grise. Le cépage donne des vins corsé et bien coloré même dans des vignobles septentrionaux.

## Synonymes
Le  cabernet mitos  est connu sous le sigle de We 70-77-4F